# Маркеса (Кремона)
Маркеса је насеље у Италији у округу Кремона, региону Ломбардија.
Према процени из 2011. у насељу је живело 55 становника. Насеље се налази на надморској висини од 68 м.